# Bud Luckey
(Bud Luckey)
William Everett Luckey, detto Bud (Billings, 28 luglio 1934 – Newtown, 24 febbraio 2018), è stato un animatore, regista, doppiatore, designer e musicista statunitense.
È conosciuto per il suo lavoro alla Pixar, come designer dei personaggi per Toy Story - Il mondo dei giocattoli, L'agnello rimbalzello, Toy Story 2 - Woody e Buzz alla riscossa, A Bug's Life - Megaminimondo, Monsters & Co., e Alla ricerca di Nemo.

## Biografia
Bud Luckey nacque a Billings, in Montana, il 28 luglio 1934 e frequentò la California Institute of the Arts dal 1957 al 1960, per poi lavorare alla Disney, sotto la guida dell'animatore Art Babbitt. Dopo questo periodo lavorò come animatore nella serie Alvin Show nel 1961.
Negli anni settanta, Luckey incominciò poi a scrivere e dirigere ciò per cui divenne famoso: diversi cortometraggi animati per lo show televisivo Sesame Street. Tra i vari corti "The Ladybug's Picnic", "Infinity", e "Lovely Eleven Morning".
Dopo aver fondato uno studio d'animazione, il The Luckey-Zamora Picture Moving Company, si unì, nel 1992 agli studi Pixar, per la quale lavorò come artista degli story board, animatore e designer al Toy Story. Luckey è, inoltre, il creatore del design del personaggio di Woody, che inizialmente avrebbe dovuto essere una marionetta.
È morto per un ictus il 24 febbraio 2018, all'età di 83 anni. La Pixar Animation Studios, lo stesso anno, ha dedicato alla sua memoria il film d'animazione Gli Incredibili 2.

## Filmografia

### Regista
- L'agnello rimbalzello (Boundin') (2003)

### Designer
- Toy Story - Il mondo dei giocattoli (Toy Story) (1995)
- A Bug's Life - Megaminimondo (A Bug's Life) (1998)
- Toy Story 2 - Woody e Buzz alla riscossa (Toy Story 2) (1999)
- Monsters & Co. (Monsters, Inc.) (2002)
- Alla ricerca di Nemo (Finding Nemo) (2003)
- Cars - Motori ruggenti (Cars) (2006)
- Carl Attrezzi e la luce fantasma (Mater and the Ghostlight) (2006)
- Toy Story 3 - La grande fuga (Toy Story 3) (2010)

### Doppiatore
- L'agnello rimbalzello (Boundin') (2003) - Narratore
- Gli Incredibili - Una "normale" famiglia di supereroi (The Incredibles) (2004) - Rick Dicker
- Jack-Jack Attack (2005) - Rick Dicker
- Toy Story 3 - La grande fuga (Toy Story 3) (2010) - Chuckles il clown
- Winnie the Pooh - Nuove avventure nel Bosco dei 100 Acri (Winnie the Pooh) (2011) - Ih-Oh
- Vacanze hawaiiane (Hawaiian Vacation) (2011) - Chukles il clown
- Toy Story 4 (Toy Story 4) (2019) - Chukles il clown